# Thomas Terrettaz
Thomas Terrettaz (Roanne, 25 augustus 1981) is een Frans wielrenner. Hij liep één seizoen stage bij Ag2r Prévoyance, maar kreeg geen contract aangeboden.

## Belangrijkste overwinningen
2006
- 4e etappe Ronde van de Elzas